# ローグエンターテイメント
ローグエンターテイメントは、アメリカ合衆国テキサス州に本社を置く、コンピューターゲーム開発社である。1994年に、リッチ・フレイダー、スティーブ・メインズ、ジム・モリネッツの3人の創設者によって設立された。2001年に廃業した。

## 開発タイトル
- Strife: Quest for the Sigil (1996年) (PC)
- Quake Mission Pack No. 2: Dissolution of Eternity (1997年) (PC)
- Quake II Mission Pack: Ground Zero (1998年) (Windows)
- Quake II (1999年) (NINTENDO 64)
- アリス イン ナイトメア (2000年) (Windows)
- Counter-Strike: Condition Zero[3]